# Peplometus
Peplometus là một chi nhện trong họ Salticidae.